# Byron Moreno
Byron Aldemar Moreno Ruales (Quito, 23 de novembro de 1969) é um ex-árbitro de futebol equatoriano. Apitou na Copa de 2002, sediada em conjunto por Japão e Coreia do Sul, e na Copa América de 1999.

## Carreira
Moreno, que desde 1996 integrava o quadro de árbitros da FIFA, ganhou destaque ao apitar o jogo entre Coreia do Sul e Itália, pelas oitavas-de-final da Copa de 2002.
Durante a partida, marcou um pênalti para os anfitriões (posteriormente desperdiçado) e causou polêmica ao não marcar outra penalidade, agora para os italianos, dando cartão amarelo Francesco Totti no lance, alegando que ele havia simulado e, em seguida, expulsaria o jogador (o replay mostrou que ele havia sido derrubado). Após a partida, Totti e o técnico Giovanni Trapattoni insinuaram uma "conspiração" para eliminar a Azzurra do torneio. Mais tarde, o árbitro admitiu que prejudicou a Seleção Italiana.
Porém, o lance capital do jogo foi o gol do volante Damiano Tommasi, anulado erroneamente por impedimento. Em setembro, surpreendeu ao dar 12 minutos de acréscimos no jogo entre LDU e Barcelona de Guayaquil sem reportar corretamente, e por este motivo, foi suspenso por 20 jogos.
Voltou da suspensão em 2003, e novamente causou polêmica ao expulsar 3 jogadores do Deportivo Quito na partida contra o Deportivo Cuenca. Foi a pá de cal na carreira de Moreno, que abandonou o futebol em junho do mesmo ano.
Ele ainda chegou a trabalhar como comentarista esportivo até 2010, quando foi preso no Aeroporto Internacional John F. Kennedy, em Nova Iorque, com mais de 6 quilos de heroína transportados em 10 sacolas plásticas. Em janeiro de 2011, assumiu o crime, sendo condenado a 30 meses de prisão. Libertado por bom comportamento, o ex-árbitro voltou ao Equador após 26 meses detido.